# Смирнов, Леонид Сергеевич
Леони́д Серге́евич Смирно́в (1889 (?), Москва, Российская империя — 1975, Москва, РСФСР, СССР) — российский и советский футболист, играл на позиции нападающего.

## Карьера
Начал карьеру в клубе «Быково», затем выступал за СКС, а потом за «Унион», после революции продолжил выступления в команде, выступая за неё до 1922 года.
В сборной России провёл два матча, участвовал на первой для России Олимпиаде, но на поле не выходил.
Редактор одного из первых футбольных еженедельников «Футбол» (М., 1914, № 1-10).

## Статистика
| Матчи Смирнова за сборную России | Матчи Смирнова за сборную России | Матчи Смирнова за сборную России | Матчи Смирнова за сборную России | Матчи Смирнова за сборную России | Матчи Смирнова за сборную России |
| Дата                             | Место проведения                 | Оппонент                         | Счёт                             | Голы                             | Соревнование                     |
| -------------------------------- | -------------------------------- | -------------------------------- | -------------------------------- | -------------------------------- | -------------------------------- |
| 3 июля 1912                      | Транеберг                        | Норвегия                         | 1:2                              | -                                | Товарищеский матч                |
| 12 июля 1912                     | Москва                           | Венгрия                          | 0:9                              | -                                | Товарищеский матч                |

## Семья
- Дед: Сергей Константинович Смирнов (1818—1889) — ректор и заслуженный профессор Московской духовной академии, протоиерей Русской православной церкви, доктор богословия, церковный историк, член-корреспондент Императорской Академии наук.
- Отец: Сергей Сергеевич Смирнов (1858—1925) выпускник МДА, протоиерей, настоятель церкви Николая Большой Крест в Москве.
- Брат: Смирнов, Константин Сергеевич[2]
- Двоюродные братья: Троицкий, Сергий Евлампиевич, Троицкий, Алексей Евлампиевич и Троицкий, Димитрий Евлампиевич[3]